# Rhyacophila morettina
Rhyacophila morettina är en nattsländeart som beskrevs av Lazar Botosaneanu 1980. Rhyacophila morettina ingår i släktet Rhyacophila och familjen rovnattsländor. Inga underarter finns listade i Catalogue of Life.